# Jeffrey Mandula
Jeffrey Ellis Mandula (Nova Iorque, 1941) é um físico teórico estadunidense.
Conhecido pela formulação do teorema de Coleman–Mandula em 1967. Obteve o Ph.D. em 1966 pela Universidade de Harvard, orientado por Sidney Coleman.
Atualmente é funcionário do Departamento de Energia dos Estados Unidos.